# 苏尼里清真寺
苏尼里清真寺（意译黄金清真寺）也被称为塔拉伊清真寺，是位于巴基斯坦旁遮普省首府拉合尔拉合尔城内的一座后莫卧儿建筑时代清真寺。

## 位置
苏尼里清真寺位于拉合尔城内的克什米尔集市（Kashmiri Bazaar）。

## 历史

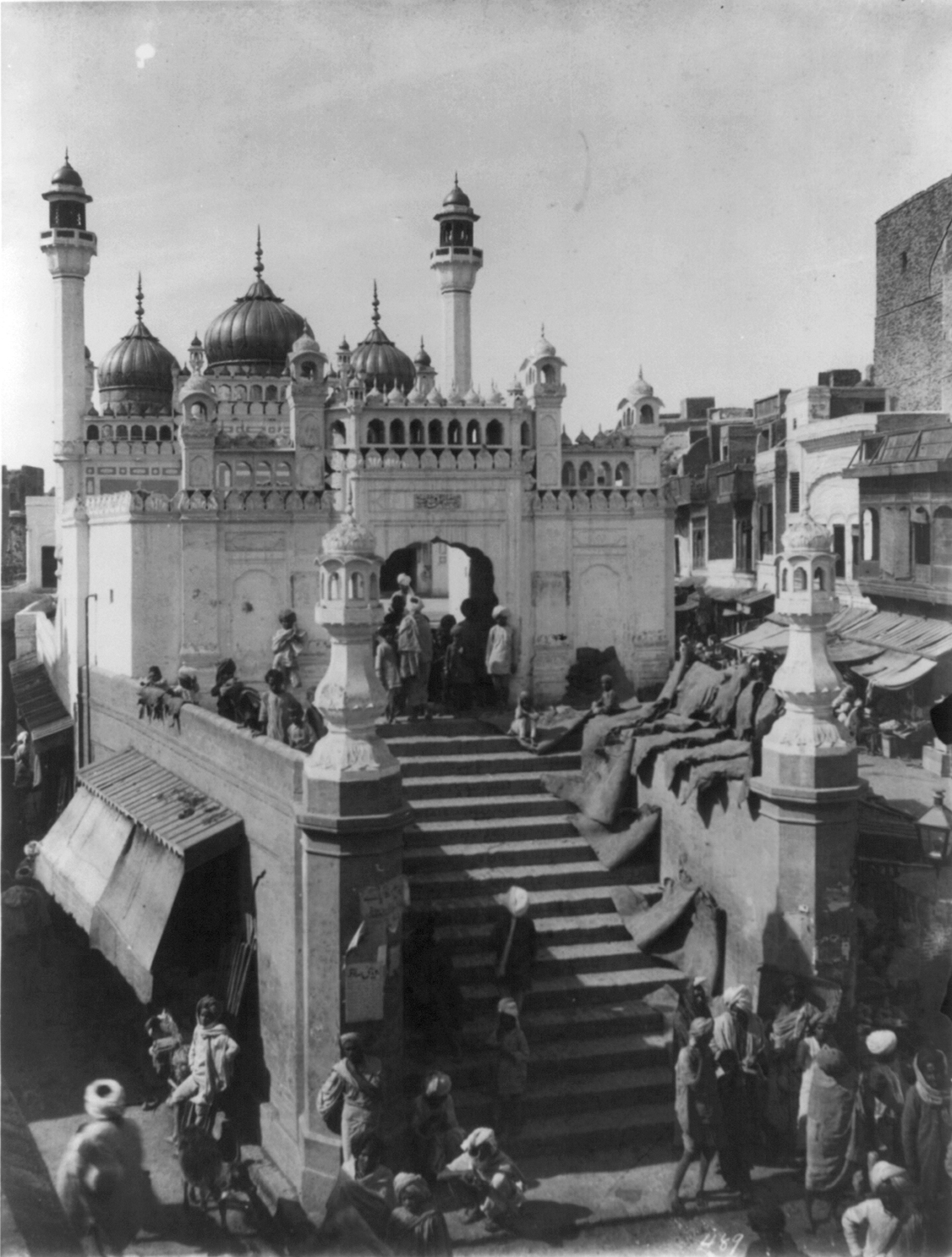
1895年的清真寺

与17世纪莫卧儿帝国鼎盛时期修建的巴德夏希清真寺和瓦齐尔汗清真寺不同，苏尼里清真寺建于1753年，当时帝国正在衰落。
清真寺的建筑师是纳瓦卜布哈里·汗（Bukhari Khan），他在穆罕默德·沙统治期间任拉合尔副官。当地店家反对在拥挤地区修建一座大型清真寺，因此布哈里·汗在当地宗教领袖那里获得了指令后才开始修建。

### 锡克统治
在锡克人统治期间，清真寺被信仰锡克教的当局占领，并转变为谒师所。锡克教徒曾抱怨穆斯林要求在清真寺祈祷，扰乱了他们在附近新建阶梯井的宗教仪式，于是清真寺里被安放了一份锡克教经典古鲁·格兰特·萨希卜的抄本。
19世纪20年代末法基尔·阿齐祖丁说服兰季德·辛格将所有权转让回穆斯林社区，之后清真寺被归还。但穆斯林社区被要求减少祈祷的次数，并因出租店面而没收租金。

## 建筑

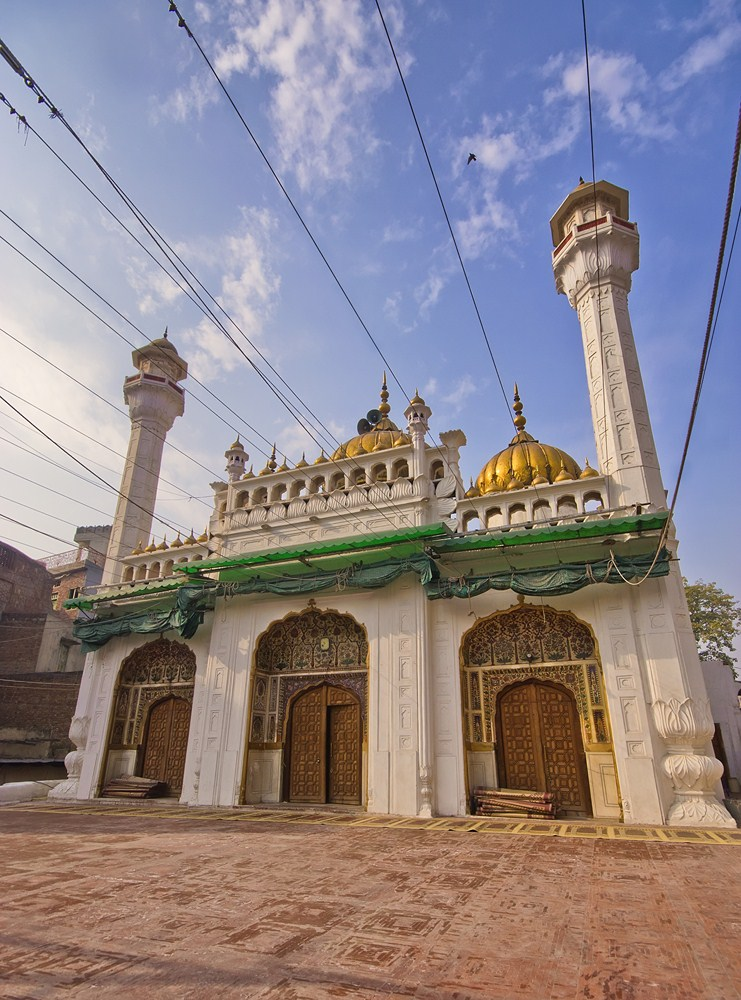
从清真寺内庭院看祈祷厅

这座清真寺建在距离集市地面11英尺高的柱基上，清真寺的底层是商店。这些商店的租金用来支付清真寺的维修费用。清真寺的建筑风格受到了附近阿姆利则地区锡克建筑的影响。
清真寺前的楼梯有16级台阶，通向一个65乘43英尺的小庭院。庭院的中央有一个洗涤池。祈祷室长40英尺，宽16英尺。清真寺有一个21.3米的入口以及一个161.5×160.6米（530×527英尺）的庭院。大理石圆顶覆盖了七个祈祷室。清真寺四角矗立着四座高耸的宣礼塔，每座宣礼塔的外周长为20米（66英尺），高度54米（177英尺）。

## 保护
2011年，旁遮普省政府启动了一个578万卢比（约合5.5万美元）的项目，利用美国的文化保护大使基金的资金修缮了清真寺。将穹顶重新镀金，宣礼塔表面进行翻新处理，同时铺设了新的大理石地板。

## 图集

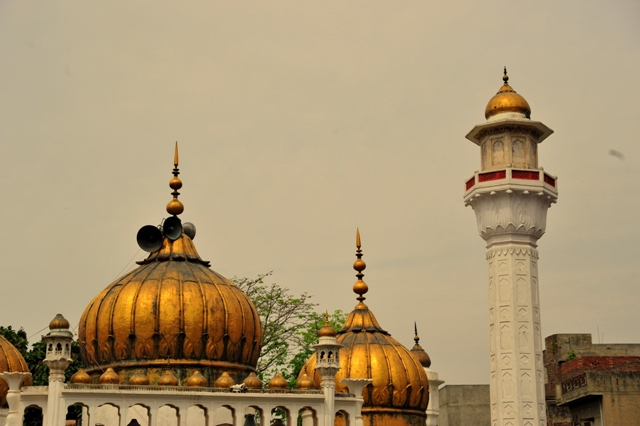
清真寺的圆顶和宣礼塔
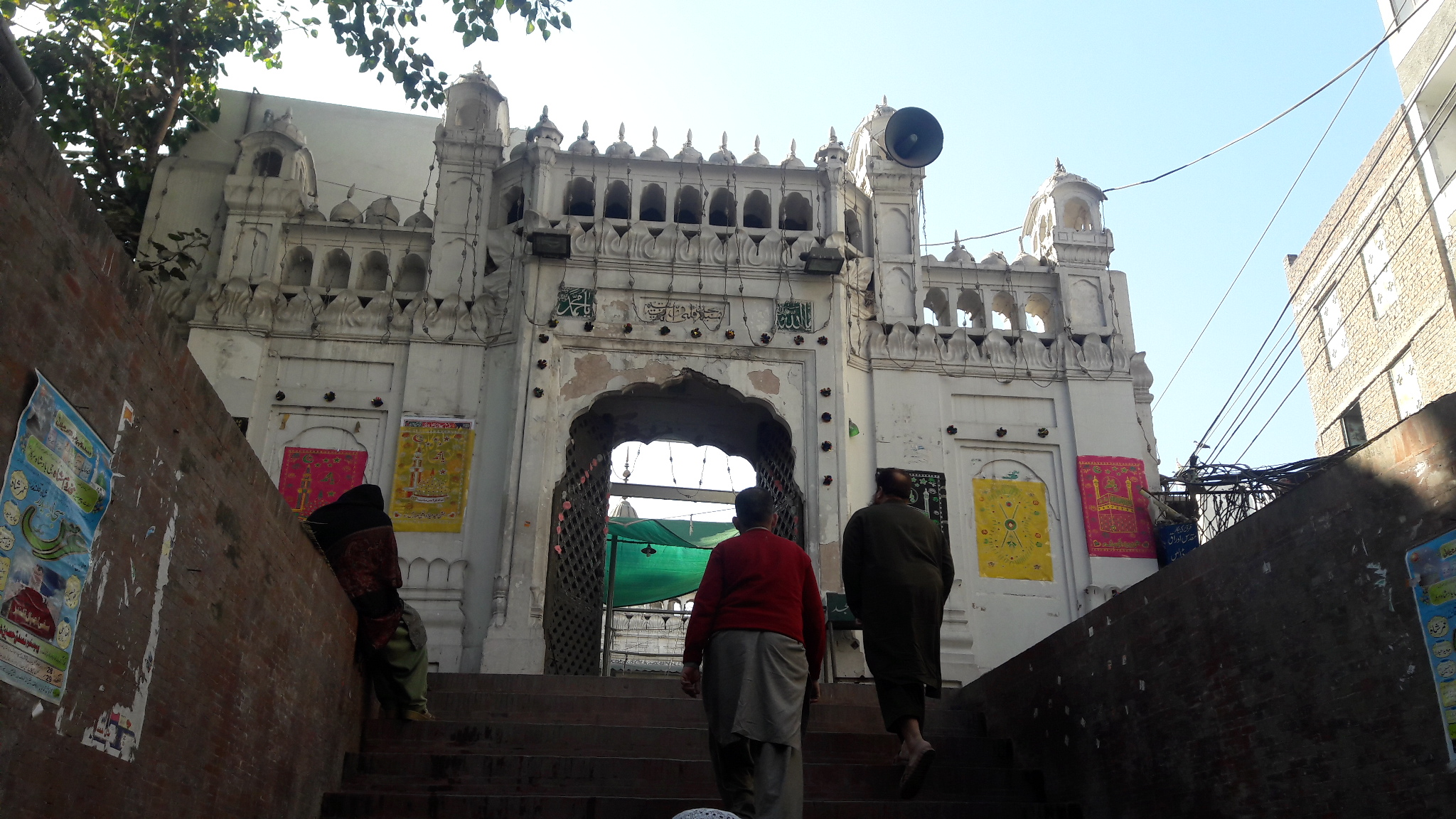
清真寺的大门
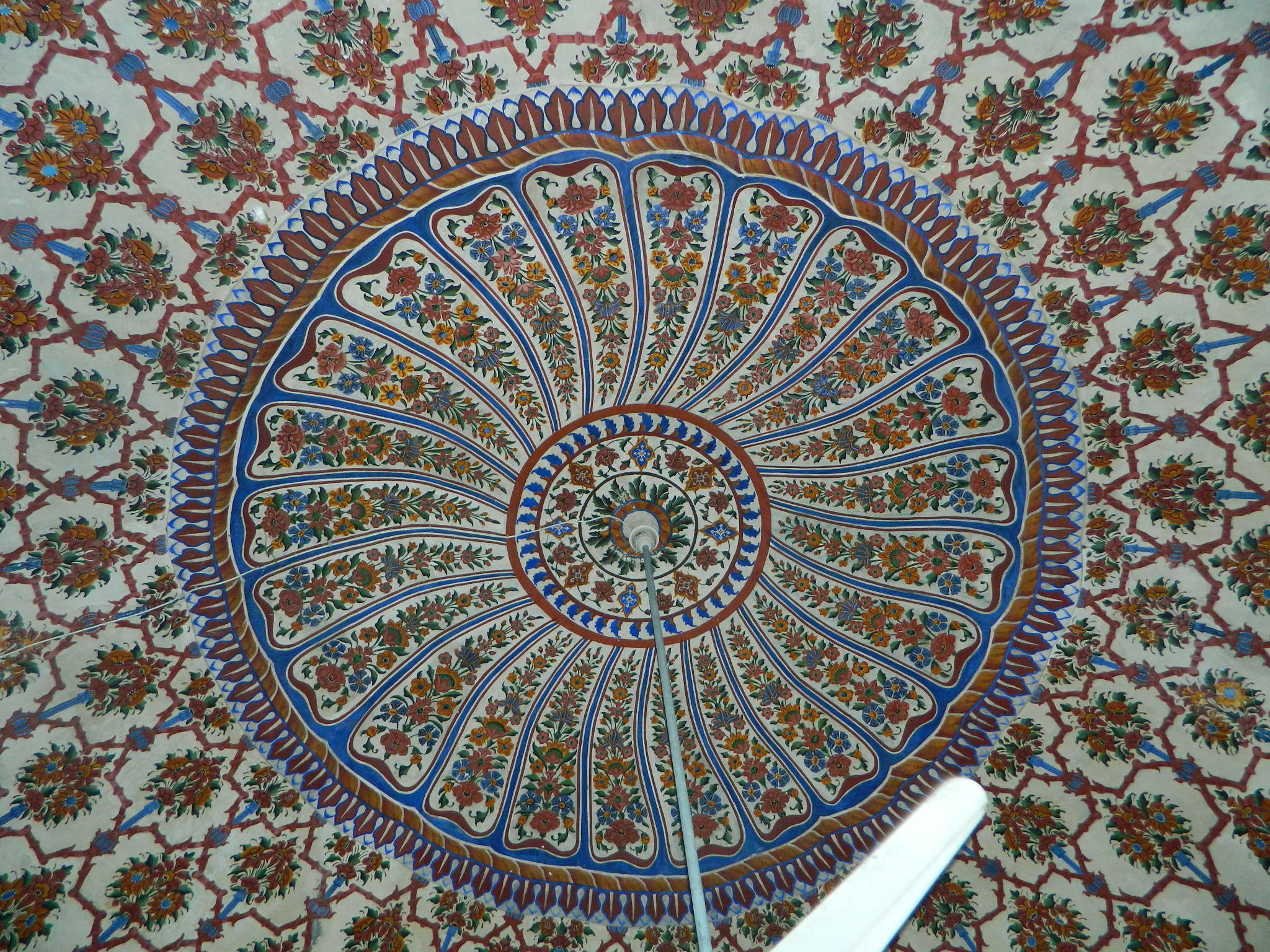
清真寺内顶装饰
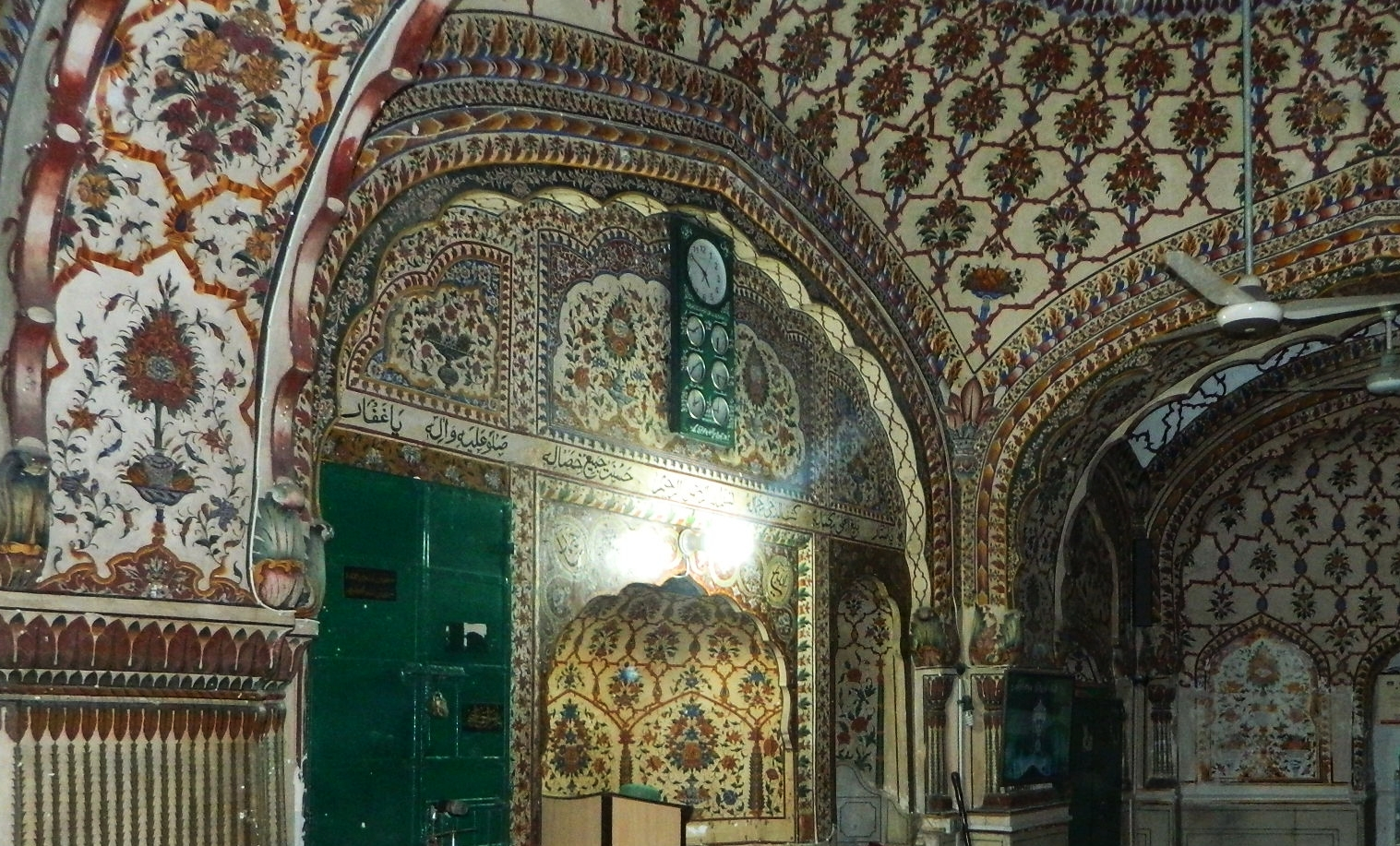
清真寺祈祷室装饰
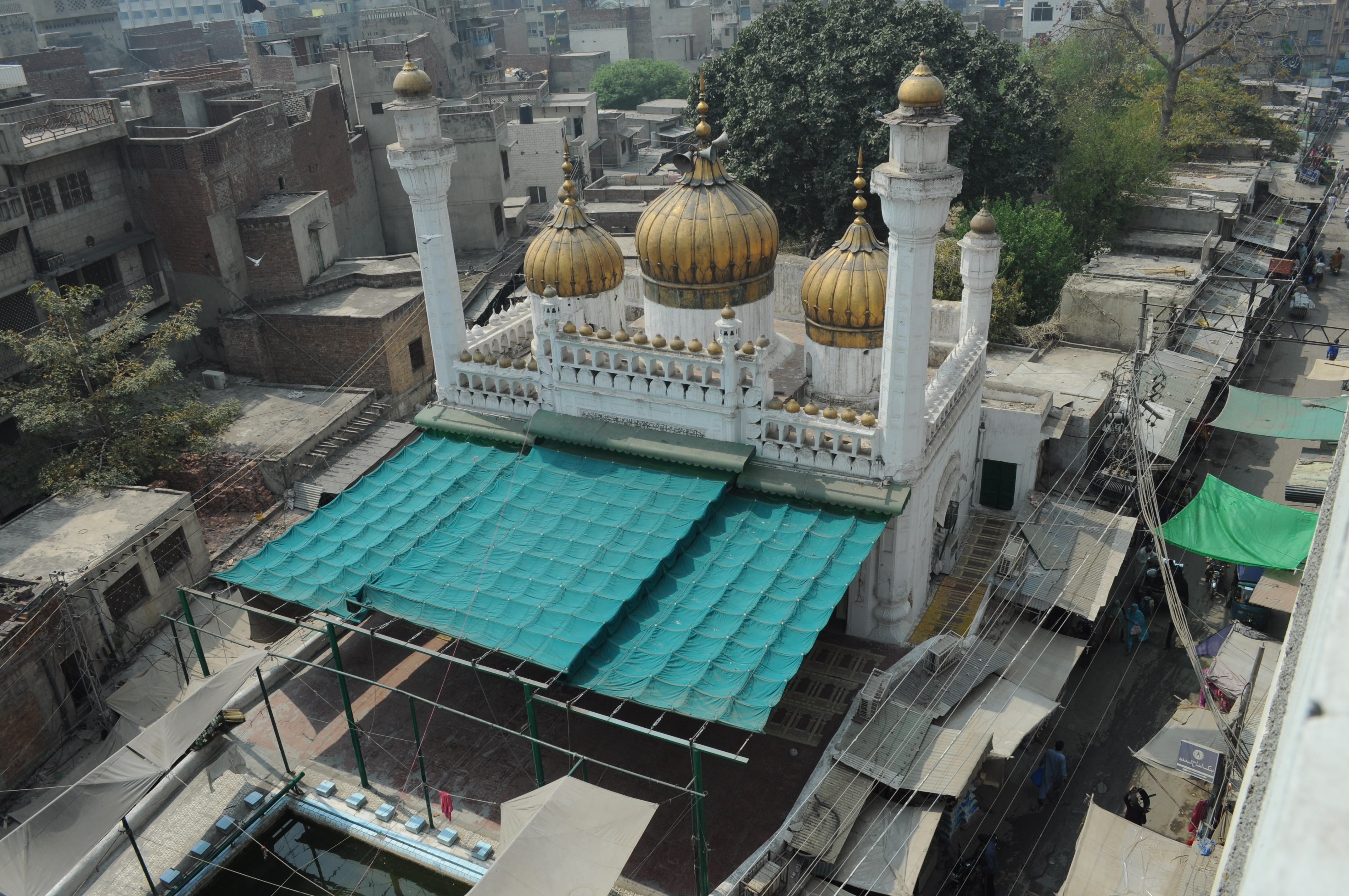
从上部俯瞰清真寺